# 学校法人安田学園教育会
学校法人安田学園教育会（がっこうほうじんやすだがくえんきょういくかい）は、日本の学校法人。

## 概要
安田学園中学校・高等学校を運営している。

## 沿革
- 1916年（大正5年）-月 - 東京植民貿易語学校が開校（校長 新渡戸稲造）。
- 1923年（大正12年）3月 - 東京植民貿易語学校内に東京保善商業学校が開校（校長 子爵  岡部長職）。植貿付属商業夜間部を吸収。
- 1923年（大正12年）11月 - 安田財閥の持株会社である安田保善社に経営を移管。
- 1924年（大正13年）11月 - 安田保善社が保善商工教育財団を設立（理事長 子爵 岡部長職）。
- 1925年（大正14年）3月 - 東京保善工業学校を設置。
- 1926年（大正15年）1月 - 理事長に結城豊太郎 就任。
- 1926年（大正15年）-月 - 中外商業学校の経営を所管。
- 1929年（昭和4年）3月 - 理事長に男爵 四条隆英 就任（元商工次官・元貴族院議員）。
- 1934年（昭和9年）1月 - 東京植民貿易語学校を善隣協会に移管し移転独立。
- 1936年（昭和11年）2月 - 理事長に森広蔵 就任。
- 1936年（昭和11年）3月 - 安田商業学校、安田工業学校に改称。商業第二本科を分離移転し東京保善商業学校（現・保善高等学校）として植民貿易語学校に合流、新設の保隣実業教育財団(現・学校法人保隣教育財団)へ移管。
- 1938年（昭和13年）-月 - 中外商業学校（現・兵庫県立尼崎北高等学校）を保隣実業教育財団へ移管。
- 1944年（昭和19年）1月 - 理事長に安田一 就任。
- 1947年（昭和22年）4月 - 新制中学発足に伴い安田学園第一中学校（商業）、同第二中学校（工業）を設置。
- 1948年（昭和23年）4月 - 新制高校発足に伴い安田学園高等学校を設置、中学を一本化し安田学園中学校とする。
- 1951年（昭和26年）3月 - 財団を改組し学校法人安田商工教育会にする（理事長：齋藤利忠）。
- 1951年（昭和26年）11月 - 公職復帰により安田一が理事長に復帰。
- 1954年（昭和29年）4月 - 安田中学校、安田商業高等学校、安田工業高等学校に改称。
- 1957年（昭和32年）5月 - 安田商工専門学校を設置。
- 1965年（昭和40年) 4月 - 安田学園中学校、安田学園高等学校に改称。
- 1976年（昭和51年）6月 - 安田工業専門学校に改称。
- 1992年（平成4年）-月 - 理事長に安田弘 就任。
- 1999年（平成11年）3月 - 安田工業専門学校を閉校。
- 2009年（平成21年）4月 - 学校法人安田学園教育会に改称。